# Europol
Europol (samentrekking van European Police Office) is een multinationale onderzoeksorganisatie en het samenwerkingsverband van de politiediensten van de Europese Unie. De oprichting van de organisatie werd vastgelegd in het Verdrag van Maastricht (1992) maar voor de feitelijke oprichting is een apart verdrag tussen de lidstaten tot stand gekomen. Europol is volledig operationeel sinds 1 juli 1999. Het hoofdkwartier van de dienst is gevestigd in Den Haag, Nederland.
Europol organiseert de informatie-uitwisseling tussen de politiediensten van alle 27 lidstaten van de Europese Unie. In 2013 trad Kroatië als laatste land toe tot Europol. De lidstaten én Noorwegen (dat geen lid is van de Europese Unie) hebben ten behoeve van de informatie-uitwisselingen één of meerdere liaisons bij Europol geplaatst.

## Functies
Europol was al vóór 1999 in functie, als Europol Drugs Unit (EDU). Deze "unit" was actief sinds 3 januari 1994 en werd naderhand door de hoofdorganisatie vervangen.
Het doel van Europol is om de effectiviteit en samenwerking tussen de autoriteiten van de lidstaten te versterken, om zo zware internationale misdaad te bestrijden.
Europol heeft geen uitvoerende macht. Het is een ondersteunende dienst voor de ordehandhavingsdiensten van de EU-lidstaten. Dit betekent dat Europol niets te zeggen heeft in onderzoeken of het arresteren van verdachten. Europol kan wel informatie uitwisselen en analyseren. Daarvoor heeft elke lidstaat onder andere een of meerdere liaisons bij Europol gestationeerd en een Europol National Unit (ENU) in eigen land opgericht vanwaaruit de contacten tussen Europol en de nationale politiediensten plaatsvinden. De Nederlandse ENU is georganiseerd binnen de Dienst Internationale Politiesamenwerking van het KLPD.

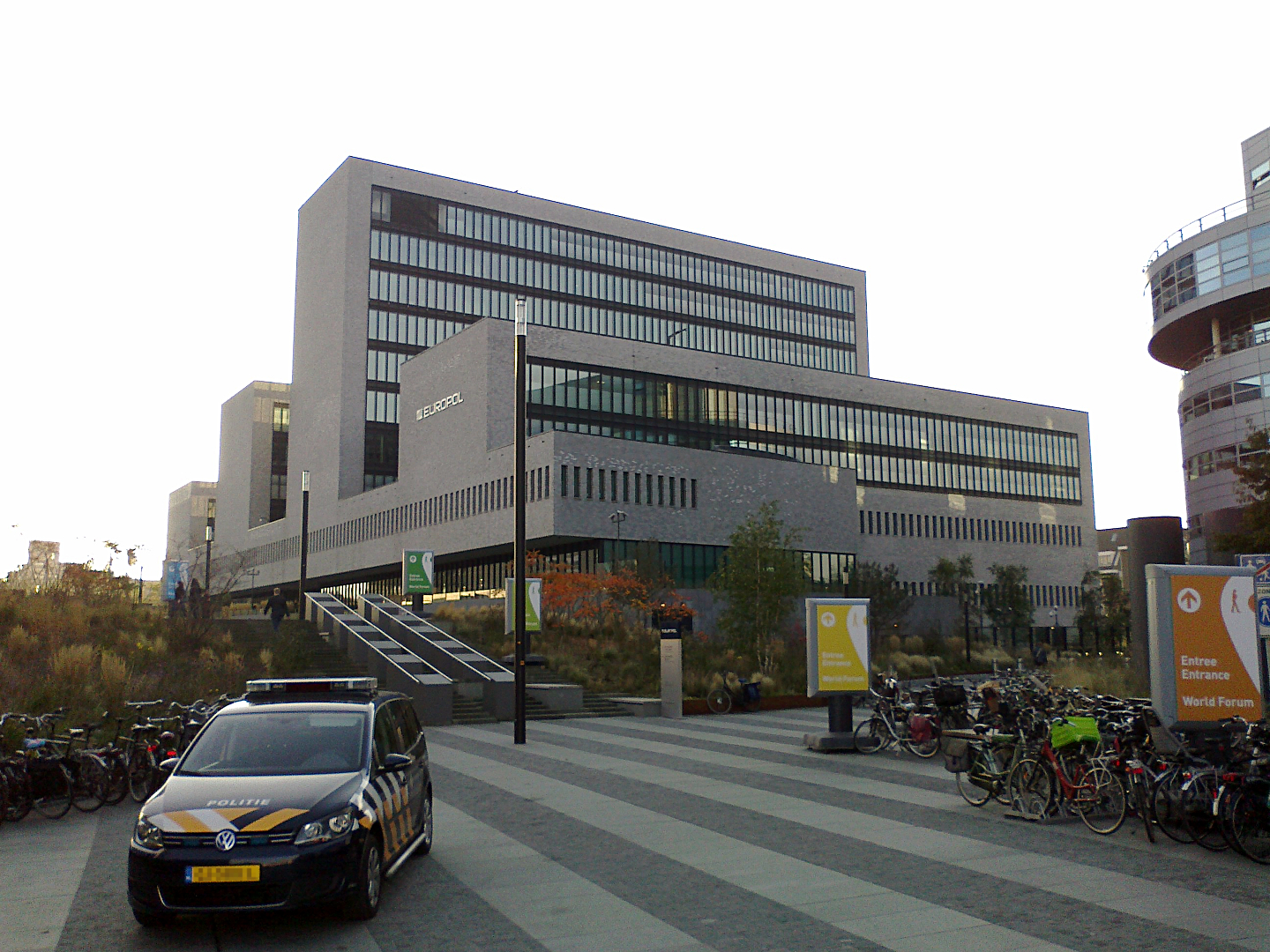
Hoofdkantoor van Europol in Den Haag

## Autoriteit
De directeur van Europol wordt aangewezen door de Raad van de Europese Unie. De Duitse Max-Peter Ratzel was van februari 2005 tot 15 april 2009 directeur van Europol. Hij werd in deze functie bijgestaan door de Spaanse Mariano Simancas, de Franse Michel Quillé en Eugenio Orlandi uit Italië.
Op 6 april 2009 benoemden de ministers van Justitie en Binnenlandse Zaken van de Europese Unie tijdens een gezamenlijk overleg te Luxemburg de Brit Rob Wainwright als zijn opvolger. Voorheen was deze directeur van de Serious Organised Crime Agency in het Verenigd Koninkrijk.  Zijn mandaat werd in 2012 verlengd tot en met 15 april 2017, en nog eens verlengd tot 1 mei 2018. Op die laatste datum werd hij opgevolgd door Catherine De Bolle.

## Locatie
Europol is gevestigd in Den Haag. Eerst werd een gebouw betrokken aan de Raamweg, op 1 juli 2011 opende koningin Beatrix het nieuwe kantoorpand aan de Eisenhowerlaan.

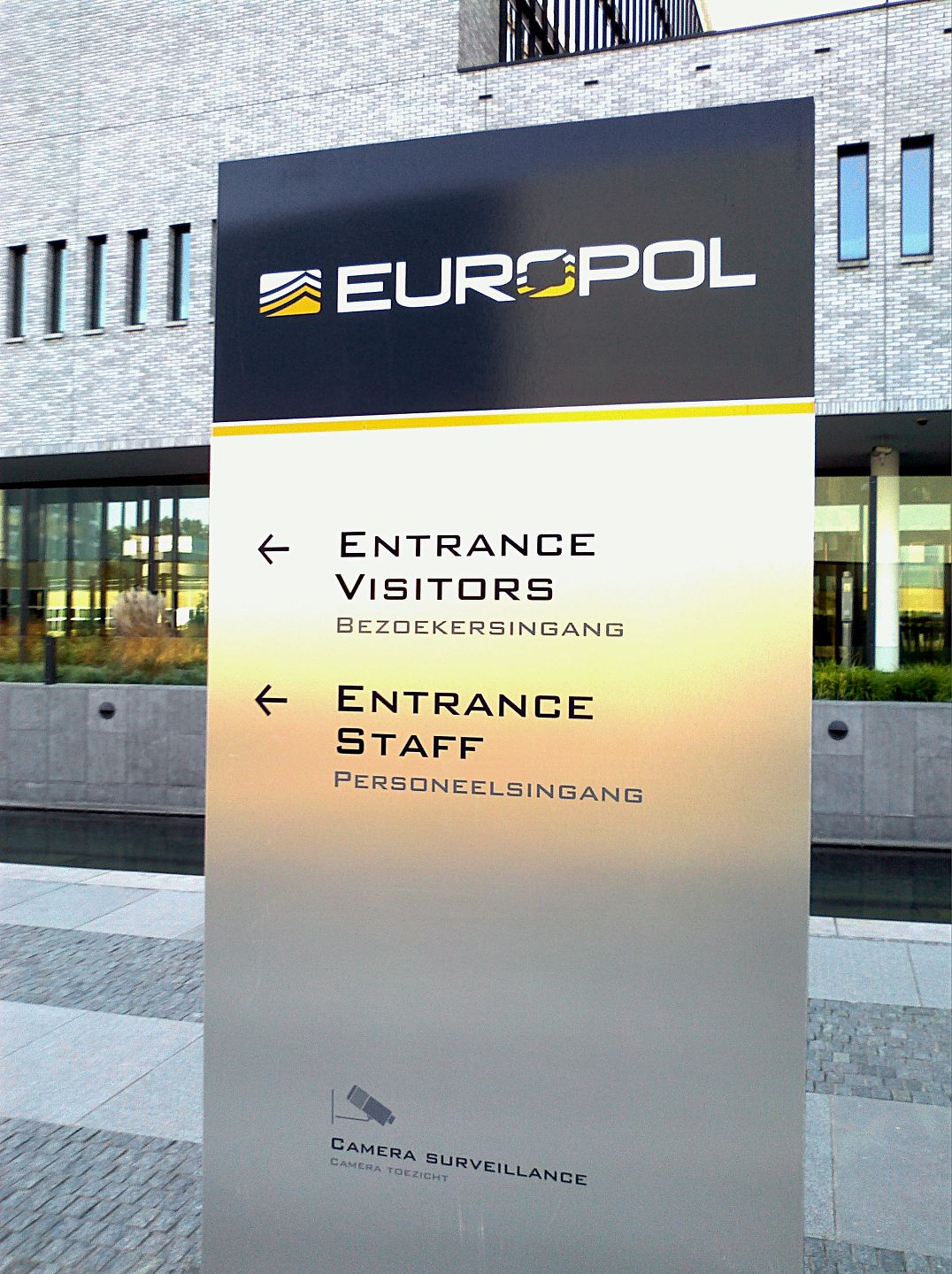
Bewegwijzering Europol gebouw

## Werknemers
Om georganiseerde criminaliteit en terrorisme te bestrijden doet Europol een beroep op meer dan 867 werknemers. Van deze 867 werknemers is 67% man, 33% vrouw.
Analyse is hierbij een belangrijk deel van het werk van Europol, er wordt dan ook bijzondere aandacht aan geschonken. De honderd analisten die in dienst zijn, worden voorzien van de best mogelijke opleiding.
Analisten werken nauw samen met specialisten van de georganiseerde criminaliteit en terrorisme om criminele inlichtingen te bemachtigen. Daarvoor wordt gebruikgemaakt van een analysebestand (AWF). 

Op dit moment (21 juni 2015) zijn er ook zo’n 185 verbindingsofficieren (Europol Liaison Officers “ELO”) tewerkgesteld die afkomstig zijn uit de EU en niet-EU-wethandhavingsdiensten.
De opdracht van de verbindingsofficieren en die van de analisten en specialisten vloeien vaak ineen. De verbindingsofficieren volgen de operationele vergaderingen, doen de coördinatie van gecontroleerde leveringen en doen de grensbewaking. Tot slot wordt er van hen advies verwacht en worden ze geacht op regelmatige basis contact te onderhouden met hun nationale deskundigen in verband met onderzoeken.

## Bestuurstaken
Europol wordt bestuurd door een directeur (Catherine De Bolle 2018). De directeur wordt ondersteund door drie gedeputeerde directeuren:
- Operationeel departement (Wil Van Gemert)
- Overheidsdepartement (Oldrich Martinu)
- “Vaardigheden” departement (Eugenio Orlandi)

De departementen zijn onderverdeeld in de afdelingen:
- Operationeel departement	
  - Informatie Hub (Operationeel coördinatiecentrum)
  - Organisatie Crime (Organiserende criminaliteitsnetwerken & Economische criminaliteit)
  - European Cybercrime Centre (Operationeel & Strategie)
  - Terrorisme & Financiën (Terrorisme & Financiën)
- Overheidsdepartement
  - Cabinet
  - Corporate service
  - Bemiddeling
  - Bewaking
- Vaardigheden departement
  - ICT
  - Administratie
- 4 management board functies:
  - Management board secretariaat
  - Bureau databescherming
  - Interne audit
  - Boekhouding